# Арманис, Жанис Андреевич
Жа́нис Андре́евич А́рманис (латыш. Žanis Ārmanis; 2 августа 1970, Резекне, Латвийская ССР, СССР) — латвийский футболист, ныне директор Резекненской детско-юношеской спортивной школы, а также тренер футбольной команды ДЮСШ Резекне.

## Карьера
На протяжении всей карьеры играл в различных командах города Резекне. В 1988 году играл в «Машиностроителе», с 1992 года — в «Вайрогсе», позже также в «Резекне» и «Дижванаги».
Тренерскую карьеру начал в 1997 году, когда стал тренером детских команд 1984/85 годов рождения в клубе «Дижванаги».
В 2005 году возглавил главную команду «Дижванаги» и вывел команду в Высшую лигу. В 2006 году был главным тренером, а затем — ассистентом в «Дижванаги».
В 2008 году стал главным тренером клуба «Блазма».
В 2011 года возглавил «ДЮСШ Резекне».
.
.
.